# Ремзе
Ре́мзе (нем. Remse) — община в Германии, в земле Саксония. Подчиняется административному округу Кемниц. Входит в состав района Цвиккау. Подчиняется управлению Вальденбург. Население составляет 1819 человек (на 31 декабря 2010 года). Занимает площадь 14,79 км².
Община подразделяется на 5 сельских округов.

## Население
| Год  | Численность | Численность |
| ---- | ----------- | ----------- |
| 2017 | 1652        | [ 1 ]       |
| 2019 | 1638        | [ 3 ]       |
| 2021 | 1625        | [ 4 ]       |
| 2022 | 1609        | [ 5 ]       |
| 2023 | 1612        | [ 2 ]       |